# (6036) Weinberg
(6036) Weinberg es un asteroide perteneciente al cinturón de asteroides, región del sistema solar que se encuentra entre las órbitas de Marte y Júpiter, descubierto el 13 de febrero de 1988 por Eric Walter Elst desde el Observatorio de La Silla, Chile.

## Designación y nombre
Designado provisionalmente como 1988 CV3. Fue nombrado Weinberg en homenaje a Steven Weinberg, físico de partículas elementales y ganador del Premio Nobel de Física de 1979. Está considerado uno de los científicos más creativos del mundo. También es conocido por sus escritos sobre ciencia. En su último libro, Sueños de una teoría final, analiza la mecánica cuántica, las bellas teorías, la debilidad de la filosofía y el honor de aceptar un mundo sin Dios.

## Características orbitales
Weinberg está situado a una distancia media del Sol de 2,756 ua, pudiendo alejarse hasta 3,307 ua y acercarse hasta 2,205 ua. Su excentricidad es 0,199 y la inclinación orbital 13,89 grados. Emplea 1671,50 días en completar una órbita alrededor del Sol.

## Características físicas
La magnitud absoluta de Weinberg es 13,4. Tiene 6,394 km de diámetro y su albedo se estima en 0,227. 